# Castello di Witton
Il castello di Witton (in inglese Witton Castle) si trova presso il villaggio di Witton-le-Wear vicino a Bishop Auckland nella contea di Durham, nel nord-est dell'Inghilterra. La sua costruzione risale al XV secolo.

## Storia

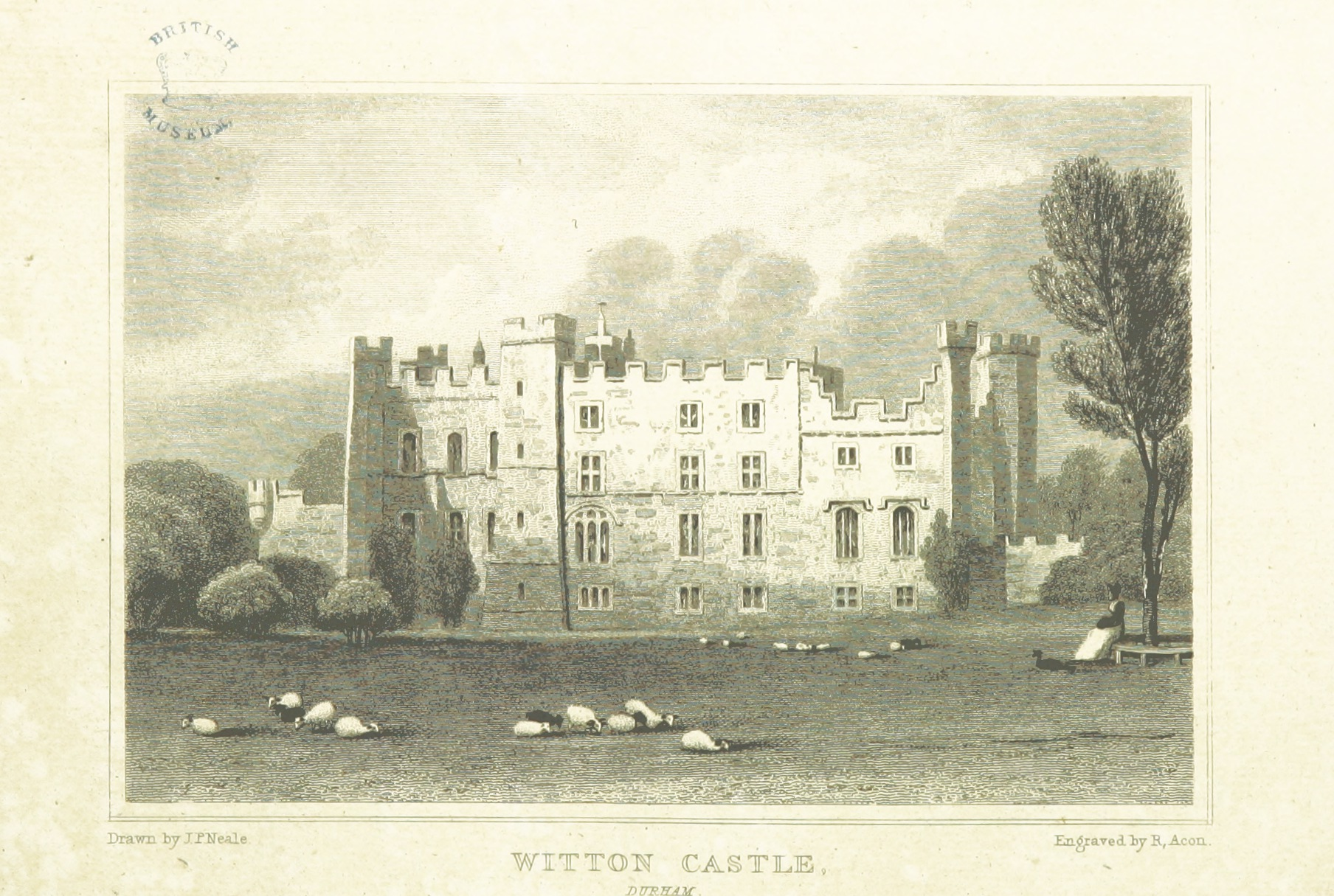
Il castello di Witton in una stampa del 1818

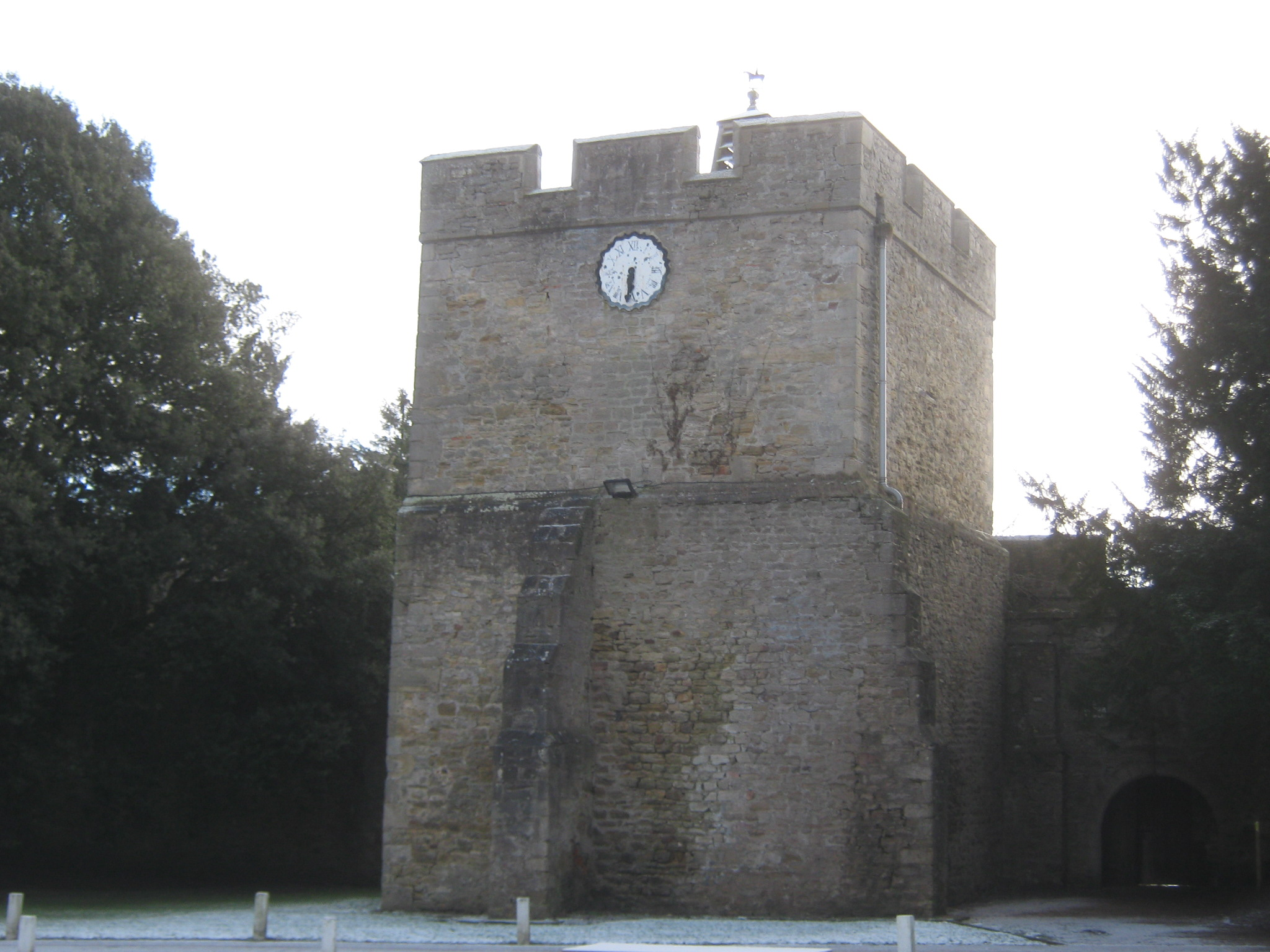
Mastio con orologio

Nel 1410 Sir Ralph Eure ottenne una licenza speciale che gli permise di dotare di merli il suo maniero e trasformarlo così in castello. Questo castello durante la guerra civile inglese appartenne a Sir William Darcy. Dopo vicende legate a confische richieste di restituzioni nel 1743 Henry Darcy lo cedette a William Cuthbert. Il castello passò poi in breve tempo alla famiglia Hopper e subito dopo, nel 1796, fu gravemente danneggiato da un incendio che ne rese inagibili gli interni. Nel 1816, William Chaytor di Croft Hall, nello Yorkshire, acquistò la tenuta dal precedente proprietario, John Rober Hopper, e subito iniziò i lavori per il suo restauro rimodernando completamente gli interni. La tenuta del castello si rivelò ricca di carbone e venne fondata così la Witton Park Colliery, nel 1825. La proprietà passò poi a Sir William Chaytor e i membri della famiglia Chaytor vissero a Witton fino alla metà del XX secolo. All'inizio del XXI secolo sia il castello sia il suo grande parco vennero venduti e utilizzati per un'attività ricettiva turistica.

## Descrizione

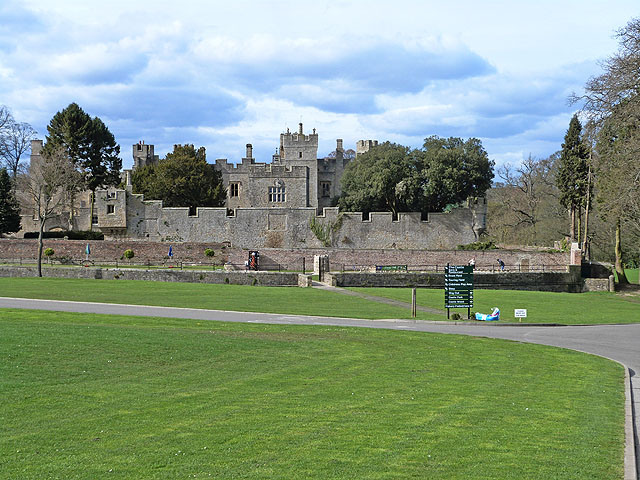
Il castello di Witton visto dal suo parco

Il castello di Witton è situato nel cuore di un parco vacanze presso il villaggio di Witton-le-Wear vicino a Bishop Auckland nella contea di Durham, nel nord-est dell'Inghilterra. L'impianto originario era costituito da un cortile quadrato circondato da una cortina muraria con un mastio sul lato nord aggettante oltre la cortina. Due porte danno accesso al cortile. Un'ampia merlatura corre attorno alla sommità del muro. Il mastio è una struttura rettangolare con torrette poste su tutti gli angoli. Sul lato sud del cortile e vicino alla cinta muraria si trova una struttura quadrata a forma di torre con finestre risalente al XVI secolo. Il castello è stato completamente restaurato ed ha perduto l'aspetto originale. Sul lato ovest è stato aggiunto un corpo moderno, simile nello stile al castello originario. Anche il muro e il fossato ornamentale sul lato nord sono costruzioni recenti.

### Bene tutelato come edificio storico
L'English Heritage ha classificato il castello di Witton come edificio storico di secondo grado.